# Jari Ehrnrooth

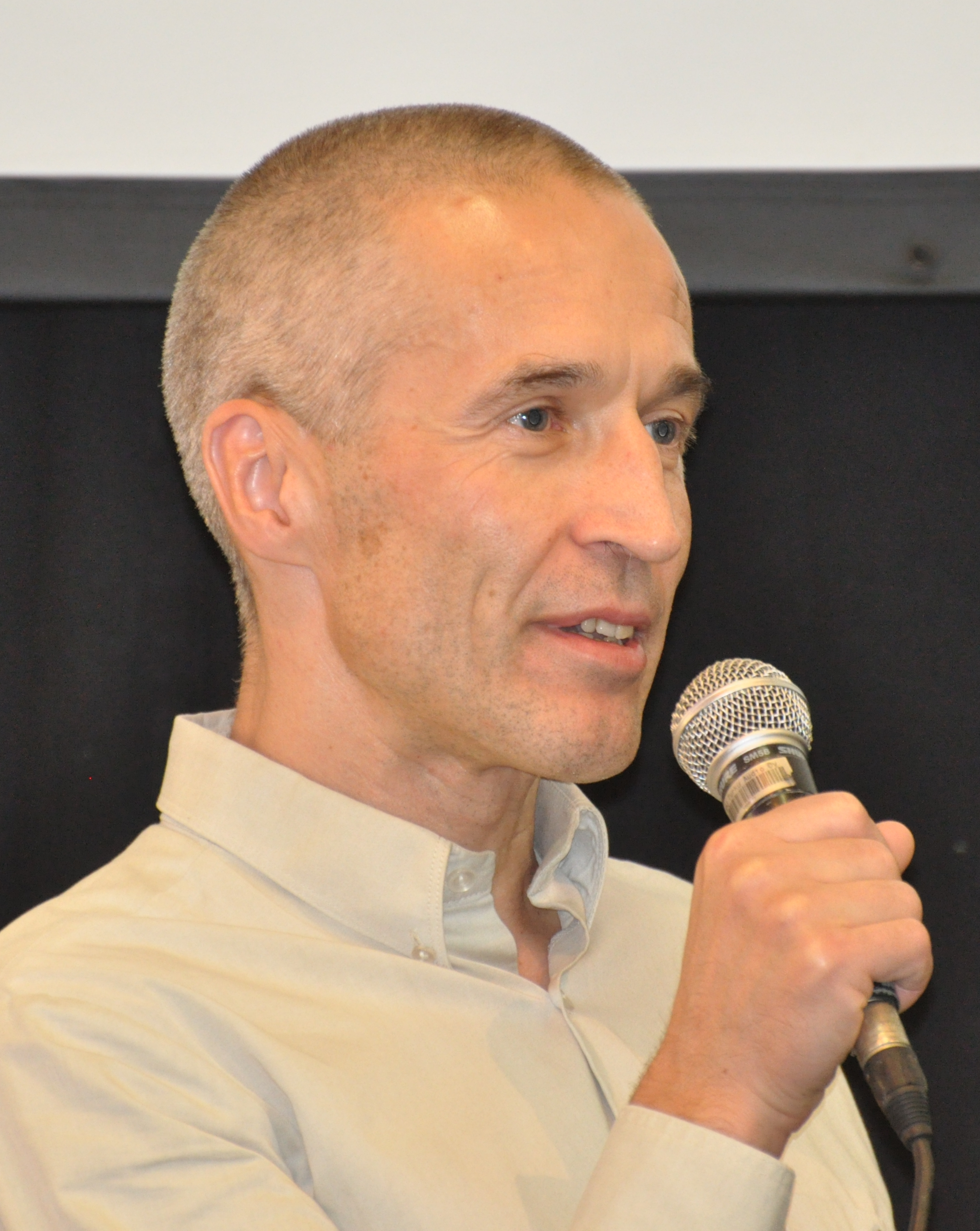
El escritor Jari Ehrnrooth en la Feria del Libro de Turku, 2011

Jari Olavi Ehrnrooth (19 de agosto de 1959) es un investigador y escritor cultural finlandés. Ha publicado novelas, ensayos, investigación científica, teatro y trabaja en diferentes campos del conocimiento.
Ehrnrooth está doctorado en ciencias políticas por la Universidad de Helsinki (1992). Él es historiador de la cultura en la Universidad de Turku (Facultad de Artes), profesor asociado de Sociología en la Universidad de Helsinki (Facultad de Ciencias Sociales y de Sociología de la Cultura) y profesor asociado de la Universidad de Laponia.
La producción teórica de Ehrnrooth abarca numerosos campos. Así, ha escrito sobre culturas juveniles, sobre la revolución socialista y sobre las doctrinas que rinden culto al odio. Pero también ha disertado sobre la vida de Dante, el trabajo, el psicoanálisis, las películas, los vídeos de rock, los cigarrillos, la mentalidad finlandesa de la cultura europea y el sentimiento de amor.
Las obras literarias de Ehrnrooth combinan un informe, un ensayo, y la expresión poética. El mismo ha definido su estilo como "realismo místico". 
Ehrnrooth ha recibido el premio Kalevi Jäntin (1996) de ensayo y el Premio de la Academia de Finlandia por su “importante labor de investigación interdisciplinaria" (2003). 
Su primera obra traducido al español fue la novela “Más cerca que cerca” (El Desvelo Ediciones, 2013).

## Obras
- 'El heavy metal y los heavis. Mitos, estilo y subcultura'. Joensuu: Joensuun yliopisto, 1988. ISBN 951-696-737-X.
- Ehrnrooth, Jari & Siurala, Lasse (ed.): 'La construcción de la juventud'. Helsinki: VAPK-Publishing. Finnish Youth Research Society, 1991. ISBN 951-37-0321-5.
- 'El poder de la palabra, la fuerza del odio. Las doctrinas sociales de la revolución y su influencia en el movimiento obrero finlandés 1905–1914'. Tesis, Helsingin yliopisto. Historiallisia tutkimuksia 167. Helsinki: Suomen historiallinen seura, 1992. ISBN 951-8915-64-4.
- 'El viaje de Jesús al infierno'. Guion y dirección. Estreno 31.3.1994. Yeisradio TV 1.
- 'Actitudes. Recuerdos del presente'. Porvoo, Helsinki, Juva: WSOY, 1995. ISBN 951-0-20127-8.
- 'La habitación de invitados. Despedidas al psicoanálisis'. Porvoo, Helsinki, Juva: WSOY, 1996. ISBN 951-0-21003-X.
- Apo, Satu & Ehrnrooth, Jari: '¿Cómo somos? Sobre la mentalidad finlandesa'. Helsinki: Kunnallisalan kehittämissäätiö, 1996. ISBN 952-9740-34-4.
- Alho, Olli & Ehrnrooth, Jari: 'Cigarro. De la mañana a la noche'. Kuvat: Timo Viljakainen. Porvoo Helsinki Juva: WSOY, 1998. ISBN 951-0-22921-0.
- 'El remolino del Desierto'. Helsinki: Like, 2000. ISBN 951-578-713-0.
- Ehrnrooth, Jari & Enckell, Johanna: 'A mí no me tendréis'. Estreno 17.3.2000. Espoon Kaupunginteatteri.
- 'El sueño indio. Variaciones sobre el desvío de Dante'. Helsinki: WSOY, 2000. ISBN 951-0-25074-0.
- Alho, Olli & Ehrnrooth, Jari: '101 cigarros'. Helsinki: WSOY, 2001. ISBN 951-0-25945-4.
- Ehrnrooth,Jari & Kauppi, Niilo (ed.): 'Europa en llamas'. Helsinki: Helsinki University Press, 2001. ISBN 951-570-500-2.
- 'Dos nacimientos y una muerte'. Helsinki: WSOY, 2002. ISBN 951-0-26845-3.
- 'Más cerca que cerca'. Helsinki: Kirjapaja, 2007. ISBN 978-951-607-546-7.
- 'El círculo de las posibilidades'. Helsinki: Lurra Editions, 2011. ISBN 978-952-5850-11-6.
- 'Carrera'. Helsinki: Lurra Editions, 2012. ISBN 978-952-5850-28-4.
- 'Creo sin saber'. Helsinki: Kirjapaja, 2012. ISBN 978-952-247-373-8.
- 'Más cerca que cerca'. España: El Desvelo Ediciones (Santander, 2013). Pendiente de publicación